# Elecciones presidenciales de Uzbekistán de 2015
Elecciones presidenciales se celebraron en Uzbekistán el 29 de marzo de 2015. El resultado fue una victoria para el presidente Islom Karimov, que recibió más del 90% de los votos. La victoria de Karimov le dio su cuarto mandato consecutivo como presidente.

## Antecedentes
El Senado aprobó una ley constitucional sobre las elecciones presidenciales el 23 de marzo de 2012, que exigía la celebración de elecciones presidenciales 90 días después de las elecciones parlamentarias. Las elecciones al parlamento se celebraron en dos rondas, la primera el 23 de diciembre de 2014 y la segunda el 4 de enero de 2015.
El cambio de ley efectivamente acortó el mandato del presidente Islom Karimov por varios meses, ya que bajo la ley anterior, las elecciones se habrían celebrado el 27 de diciembre de 2015. Aunque la constitución limita los presidentes a dos mandatos en el cargo, la Comisión Electoral Central permitió que Karimov volviera a postularse, argumentando que solo había cumplido un mandato desde que se aprobara la constitución en 2002, y que sus dos períodos anteriores no deberían contar.

## Desarrollo
La Organización para la Seguridad y la Cooperación en Europa declaró que las elecciones de Uzbekistán carecían de oposición genuina. Steve Swerdlow de Human Rights Watch calificó el proceso como una "elección simulada". Los observadores de la Comunidad de Estados Independientes y la Organización de Cooperación de Shanghái calificaron las elecciones como "abiertas, libres y democráticas" y dijeron que había procedido "abierta y democráticamente".

## Resultados
| Candidato                          | Partido                                     | Votos      | %     |
| ---------------------------------- | ------------------------------------------- | ---------- | ----- |
| Islam Karimov                      | Partido Liberal Democrático de Uzbekistán   | 17,122,597 | 91.83 |
| Akmal Saidov                       | Partido Demócrata del Renacimiento Nacional | 582,688    | 3.12  |
| Khatamjan Ketmanov                 | Partido Democrático Popular de Uzbekistán   | 552,309    | 2.96  |
| Nariman Umarov                     | Partido Socialdemócrata de la Justicia      | 389,024    | 2.09  |
| Votos nulos/en blanco              | Votos nulos/en blanco                       | 295,731    | –     |
| Total                              | Total                                       | 18,942,349 | 100   |
| Votantes registrados/participación | Votantes registrados/participación          | 20,798,052 | 91.08 |
| Fuente: CEC                        |                                             |            |       |